# Mirasol (Puerto Montt)
Mirasol es un barrio residencial  ubicado en la comuna de Puerto Montt, en la Región de Los Lagos en el sur de Chile. Este barrio es el que concentra la mayor población de la ciudad. De acuerdo al censo de 2013, el macro sector contaba con un total de 59.348 habitantes, los cuales constituyen el 24,1 % de la población de la comuna.
Este barrio limita al noroeste con el barrio de Puerta Sur y la Carretera Panamericana, al norte con el sector Cardonal, al sureste con Angelmó y al sur y suroeste con el sector Chinquihue. La ubicación del sector es en la tercera terrazas de la ciudad, y por lo tanto este tiene vista directa a la isla Tenglo, el seno de Reloncaví y la cordillera de los Andes, como también al centro de la ciudad, por el este.

## Historia
La población Mirasol fue fundada en el año 1956, con el propósito de extender los límites de la ciudad a las periferias de la misma forma que se haría con la ciudad satélite de Alerce.[cita requerida]
En muy pocos años grandes cantidades de familias fueron asentándose en el naciente barrio, movimiento poblacional producido por el explosivo crecimiento de la ciudad de Puerto Montt, la presencia de campamentos y asentamientos humanos no regularizados como las tomas, siendo de este modo como con el paso del tiempo se pudo apreciar una concentración de familias que en su mayoría pertenecen a la clase media-baja o a la clase baja, de escasos recursos y con un alto índice de vulnerabilidad.[cita requerida]

## Conectividad
Sus principales arterias son las avenidas Los Notros, Avenida La Cruz, Crucero y Vicuña Mackenna, en donde está ubicado el comercio del sector, el cual concentra distintos de servicios básicos, comerciales, educacionales y espacios para la realización de variadas actividades.[cita requerida]
En el sector hay presencia de buses urbanos que conectan a Mirasol con el centro de la ciudad y otros sectores, además de los taxis colectivos que movilizan personas no solamente al centro de la ciudad, sino directamente hacia otros sectores bastante poblados sin pasar por las áreas más congestionadas.[cita requerida]
Respecto a la vialidad, el 1 de marzo de 2020 se concretó un paso sobre el nivel de la Carretera Panamericana el cual permite cruzar al sector puerta sur y tener un acceso expedito al aeropuerto El Tepual. Por otro lado, cuenta con un acceso a la ruta costera V-805 que conecta las comunas de Puerto Montt y Calbuco.

## Servicios
El barrio cuenta con servicios básicos como cajeros automáticos, estaciones de combustible, unidades de salud, establecimientos educacionales, abundante comercio en ferias municipales y ferias libres, farmacias, supermercados y centros comerciales, parques y la Delegación Municipal de Mirasol, administrada por la municipalidad de Puerto Montt.